# Anisoplia egregia
Anisoplia egregia är en skalbaggsart som beskrevs av Rudolph Petrovitz 1968. Anisoplia egregia ingår i släktet Anisoplia och familjen Rutelidae. Inga underarter finns listade i Catalogue of Life.